# ペドロ・デシマ
ペドロ・デシマ（Pedro Décima、1964年3月10日 - ）は、アルゼンチンの男性プロボクサー。本名はペドロ・ルーベン・デシマ（Pedro Rubén Décima）。トゥクマン州出身。元WBC世界スーパーバンタム級王者。

## 来歴
1984年、アルゼンチン代表としてロサンゼルスオリンピックボクシングバンタム級に出場し、ベスト8。
1984年11月17日、プロデビュー。
1987年1月16日、16戦目でアルゼンチンスーパーバンタム級王座を獲得した。
1988年7月28日、のちのWBO世界スーパーバンタム級王者ジェシー・ベナビデスと対戦し、3回TKO勝ち。ベナビデスはキャリア初黒星となった。
1988年9月16日、元WBA世界スーパーバンタム級王者ルイ・エスピノサと対戦し、8回TKO負け。
1990年11月5日、28戦目でWBC世界スーパーバンタム級王者ポール・バンキに指名挑戦者として挑戦し、4回KO勝ちで世界王座を獲得した。
1991年2月3日、初防衛戦で畑中清詞と対戦し、6度のダウンを奪われ8回TKO負けとなり王座から陥落した。
1993年10月23日の試合を最後に引退した。

## 獲得タイトル
- 第12代WBC世界スーパーバンタム級王座（防衛0度）